# Torre di Ligny

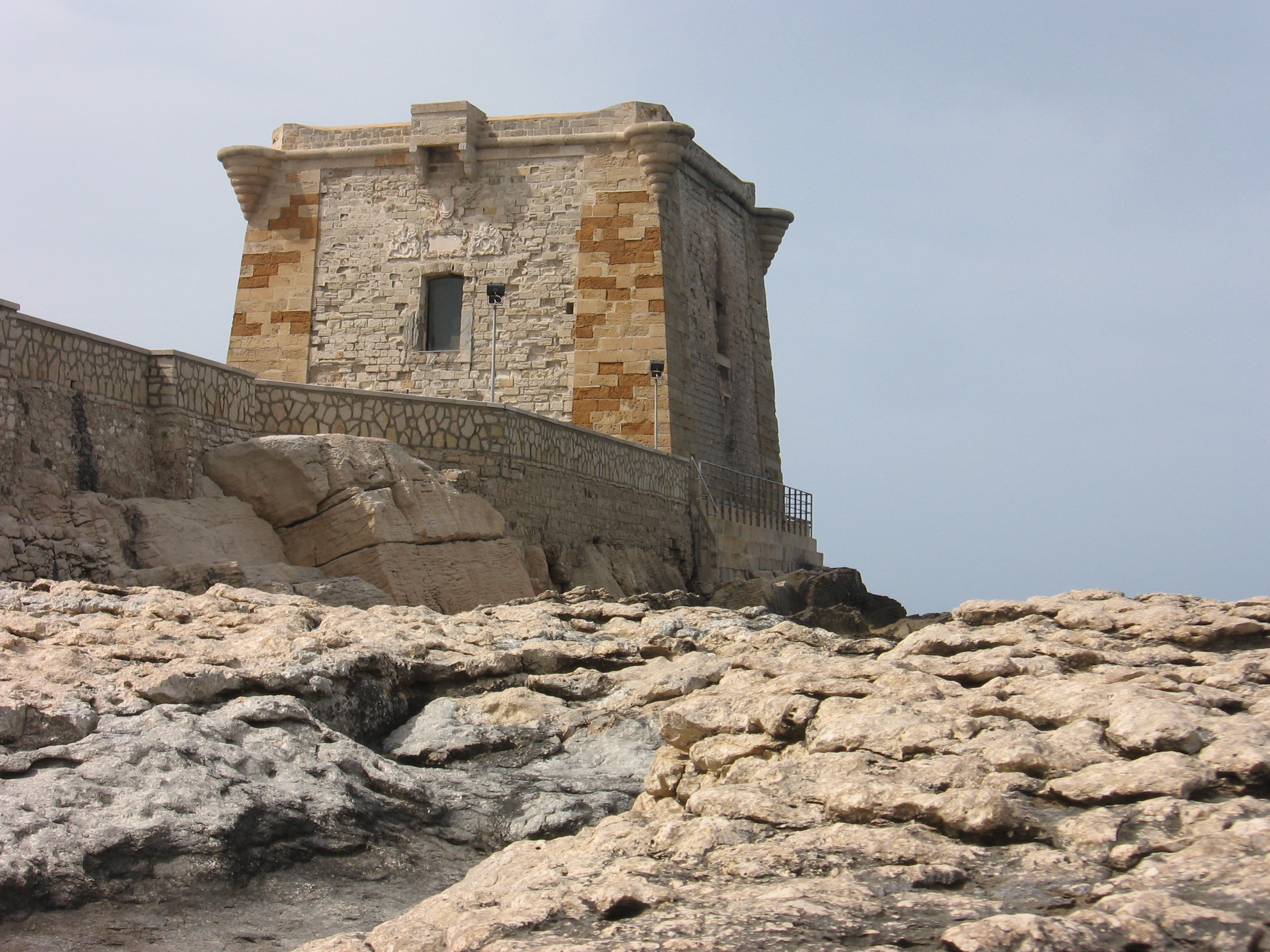
Torre di Ligny

Torre di Ligny is een oude verdedigingstoren in Trapani (Sicilië), gelegen op het meest noordwestelijke punt van de stad. De toren werd in 1671 gebouwd in opdracht van Claudio Lamoral, een Zuid-Nederlandse militair uit het Huis Ligne die onderkoning van Sicilië was ten tijde van de heerschappij van Karel II van Spanje. De inauguratie van de toren vond plaats in oktober 1672.
Er is anno 2016 een museum over de prehistorie in gevestigd.